# マツダ・ユーノス300
ユーノス300（EUNOS 300）は、マツダが展開していた販売店ブランドユーノスで、1989年から1992年にかけて販売された、Dセグメントに属する4ドアハードトップクーペである。

## 概要
1989年10月発売。当時マツダが推し進めていた販売店舗網の多チャンネル化に伴い、1988年11月に発売されたペルソナをベースに、フロントグリルや丸型4灯テールランプといった主要パーツの一部意匠変更を施したモデルで、マツダが展開していた販売店ブランド「ユーノス」のミディアムモデルとして位置づけられていた。
主要パーツの一部意匠変更のほか、ペルソナには装着されないスポーツシートや灰皿が専用装備として設けられるなど差別化は図られたものの、当時競合車が多数存在した4ドアピラーレスハードトップ市場において販売は思うように振るわず、最終的に4,746台が生産されるにとどまるなど苦戦を強いられた。
1992年をもってベース車であるペルソナと同時に生産終了となり、同年に発売されたプレミアムコンパクト4セダンのユーノス500が事実上の後継となった。

## ラインナップ
| グレード名称      | 生産年度             | 車両型式 | 排気量  | 新車価格  | 備考 |
| ----------------- | -------------------- | -------- | ------- | --------- | --- |
| 1.8 タイプA (5MT) | 1989年10月-1992年4月 | E-MA8PE  | 1,789cc | 191.0万円 | ペルソナとの主な相違点 ・外装:カラーフォグランプ、丸型4灯テールランプ、リアスポイラーの標準装備化。 ・内装:スポーツシート、4本スポークステアリング、灰皿の標準装備化。 |
| 1.8 タイプA (4AT) | 1989年10月-1992年4月 | E-MA8PE  | 1,789cc | 200.3万円 | ペルソナとの主な相違点 ・外装:カラーフォグランプ、丸型4灯テールランプ、リアスポイラーの標準装備化。 ・内装:スポーツシート、4本スポークステアリング、灰皿の標準装備化。 |
| 1.8 タイプB (5MT) | 1989年10月-1992年4月 | E-MA8PE  | 1,789cc | 204.2万円 | ペルソナとの主な相違点 ・外装:カラーフォグランプ、丸型4灯テールランプ、リアスポイラーの標準装備化。 ・内装:スポーツシート、4本スポークステアリング、灰皿の標準装備化。 |
| 1.8 タイプB (4AT) | 1989年10月-1992年4月 | E-MA8PE  | 1,789cc | 213.5万円 | ペルソナとの主な相違点 ・外装:カラーフォグランプ、丸型4灯テールランプ、リアスポイラーの標準装備化。 ・内装:スポーツシート、4本スポークステアリング、灰皿の標準装備化。 |
| 2.0 タイプA (5MT) | 1989年10月-1992年4月 | E-MAEPE  | 1,998cc | 210.0万円 | ペルソナとの主な相違点 ・外装:カラーフォグランプ、丸型4灯テールランプ、リアスポイラーの標準装備化。 ・内装:スポーツシート、4本スポークステアリング、灰皿の標準装備化。 |
| 2.0 タイプA (4AT) | 1989年10月-1992年4月 | E-MAEPE  | 1,998cc | 219.3万円 | ペルソナとの主な相違点 ・外装:カラーフォグランプ、丸型4灯テールランプ、リアスポイラーの標準装備化。 ・内装:スポーツシート、4本スポークステアリング、灰皿の標準装備化。 |
| 2.0 タイプB (5MT) | 1989年10月-1992年4月 | E-MAEPE  | 1,998cc | 223.2万円 | ペルソナとの主な相違点 ・外装:カラーフォグランプ、丸型4灯テールランプ、リアスポイラーの標準装備化。 ・内装:スポーツシート、4本スポークステアリング、灰皿の標準装備化。 |
| 2.0 タイプB (4AT) | 1989年10月-1992年4月 | E-MAEPE  | 1,998cc | 232.5万円 | ペルソナとの主な相違点 ・外装:カラーフォグランプ、丸型4灯テールランプ、リアスポイラーの標準装備化。 ・内装:スポーツシート、4本スポークステアリング、灰皿の標準装備化。 |
| 1.8 タイプX (4AT) | 1991年3月-1992年4月  | E-MA8PE  | 1,789cc | 211.3万円 | BBS社製アルミホイールなどを装着した特別仕様車「タイプX」を新設定。 |
| 2.0 タイプX (4AT) | 1991年3月-1992年4月  | E-MAEPE  | 1,998cc | 228.3万円 | BBS社製アルミホイールなどを装着した特別仕様車「タイプX」を新設定。 |